# Двострука повисилица
  Двострука повисилица (фр. double dièse) је музички знак који се пише испред ноте и који је повишава за два полустепена (тј. за цели степен).
Уместо две повисилице ({\displaystyle \sharp \sharp } ), пише се једноставније као ћирилично слово х.
Основном имену ноте додаје се наставак исис (нпр. ц - исис = цисис; ф - исис = фисис; г - исис = гисис).

## Чиме се поништава важност двоструке повисилице?
Важност претходно написане двоструке повисилице поништава се (разрешава) двоструком разрешницом ({\displaystyle \natural } {\displaystyle \natural } ), која се бележи испред ноте  .